# Natalia Tena

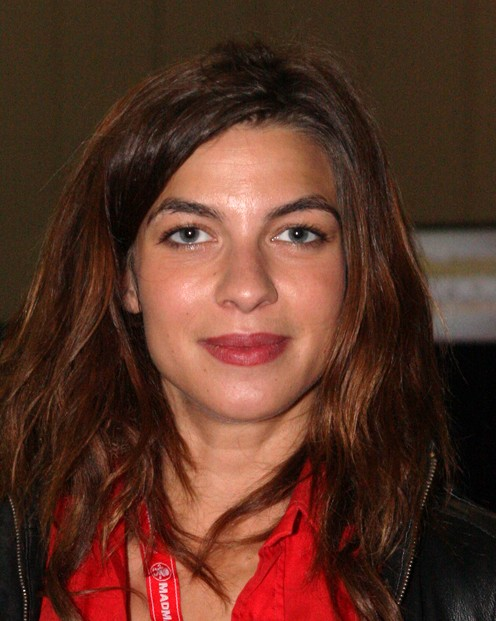
Natalia Tena (2012)

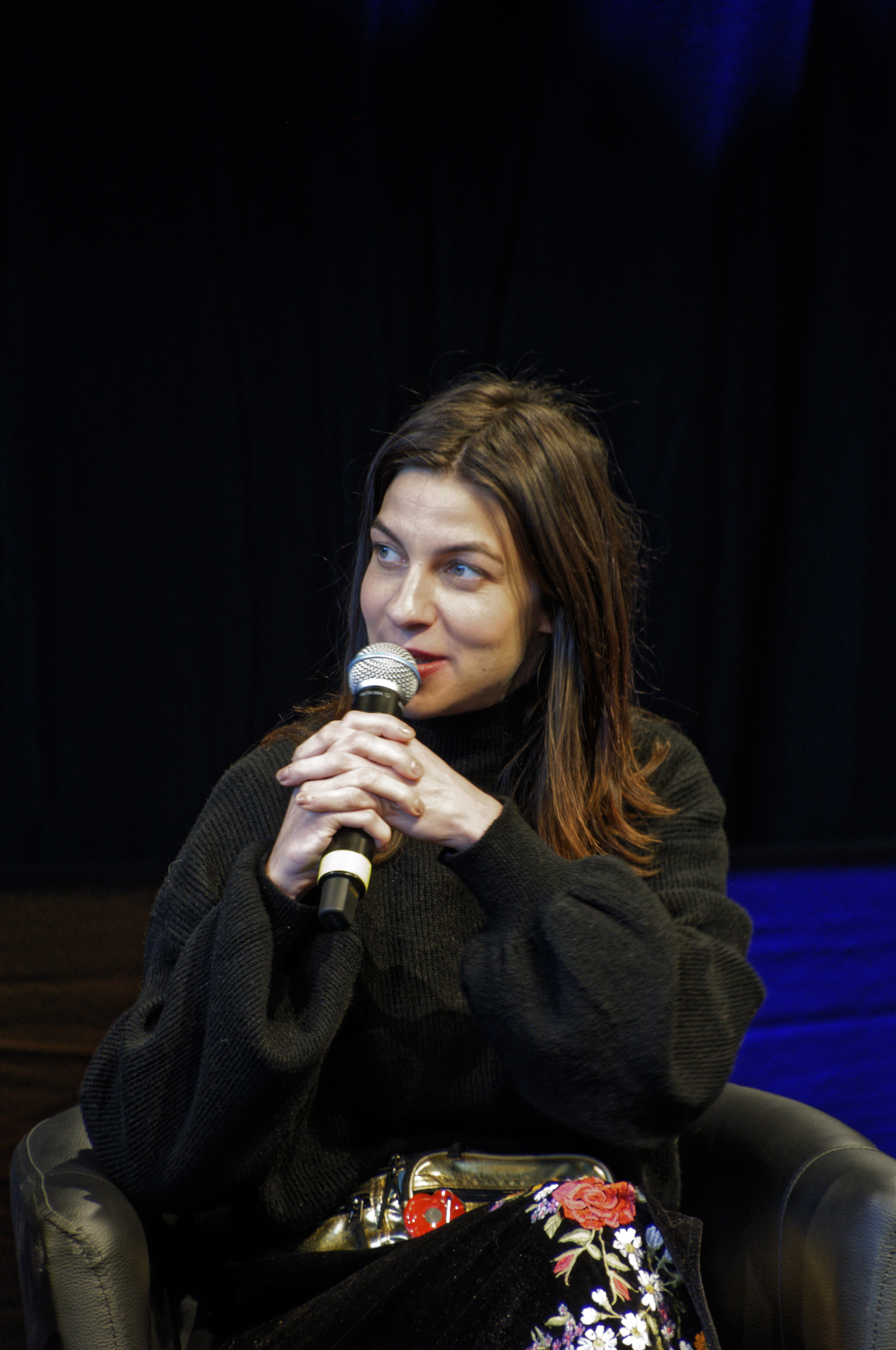
Natalia Tena auf der Comic Con Germany 2022 in Stuttgart

Natalia „Nat“ Gastiain Tena (* 1. November 1984 in London) ist eine britische Schauspielerin und Musikerin spanischer Herkunft.

## Leben
Natalia Tenas Eltern, Jesus Gastiain und Maria Tena, stammen aus Spanien, sie selbst kam in London zur Welt. Sie hat den Namen ihrer Mutter als offiziellen Namen angenommen. Natalia wuchs in Petersfield, Hampshire, auf und besuchte die Bedales School. Ihre Muttersprache ist Spanisch, zudem spricht sie fließend Englisch.
In ihrer Freizeit spielt Tena mit ihrer Band Molotov Jukebox in verschiedenen britischen Clubs. Dafür würde sie in Zukunft gern mehr Zeit aufwenden und die Schauspielerei einschränken.

## Karriere

### Film
2002, im Alter von 18 Jahren, gab Tena ihr Schauspieldebüt. Sie stand für die Regisseure Chris und Paul Weitz zusammen mit Hugh Grant vor der Kamera und spielte die Ellie in dem Film About a Boy oder: Der Tag der toten Ente. Weitere Filmrollen folgten. 2005 spielte sie in der mehrfach für den Oscar nominierten Komödie Lady Henderson präsentiert die Revuetänzerin Peggy an der Seite von Judi Dench und Bob Hoskins.
Größere internationale Bekanntheit erlangte Tena durch die Rolle der Aurorin Nymphadora Tonks, die sie 2007 erstmals in Harry Potter und der Orden des Phönix verkörperte. Von 2011 bis 2016 war sie als Osha in der preisgekrönten Fantasy-Serie Game of Thrones zu sehen.
In Deutschland wird Tena vorwiegend von Kathrin Gaube synchronisiert. In dem Film About a Boy übernahm dies Uschi Hugo.

### Theater
Neben ihrer Arbeit als Filmschauspielerin spielt Tena auch am Theater. 2004 gab sie ihr Bühnendebüt in dem Stück Gone to Earth am Bristol Old Vic. In der Spielzeit 2009 war sie in dem Klassiker von William Shakespeare als Othellos Ehefrau Desdemona zu sehen.

### Gesellschaftliches Engagement
Seit Januar 2013 unterstützt Tena die Menschenrechtsorganisation Survival International. Zu einem ihrer Filme über indigene Völker in Kolumbien sprach sie auf Englisch und Spanisch einen Begleittext.

## Filmografie (Auswahl)

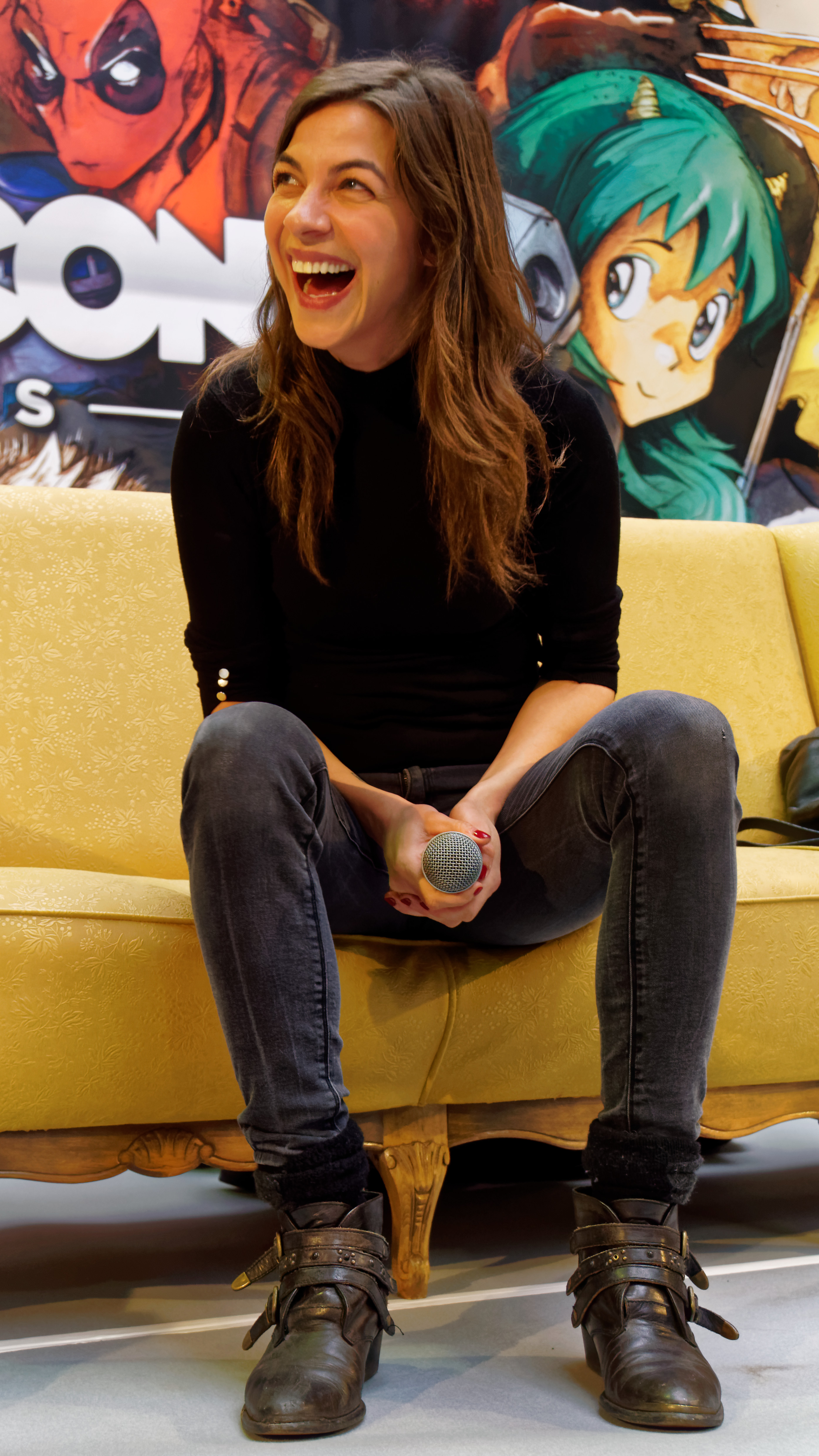
Tena in Brüssel (2016)

- 2002: About a Boy oder: Der Tag der toten Ente (About a Boy)
- 2005: Doctors (Episode Boundaries)
- 2005: The Fine Art of Love
- 2005: Lady Henderson präsentiert (Mrs. Henderson Presents)
- 2006: Afterlife (Episode 2x05)
- 2007: Harry Potter und der Orden des Phönix (Harry Potter and the Order of the Phoenix)
- 2007: The 11th Commandment
- 2008: Level 21
- 2009: Harry Potter und der Halbblutprinz (Harry Potter and the Half-Blood Prince)
- 2009: Womb
- 2010: Ewiges Leben (Ways to Live Forever)
- 2010: Harry Potter und die Heiligtümer des Todes – Teil 1 (Harry Potter and the Deathly Hallows: Part 1)
- 2011: Harry Potter und die Heiligtümer des Todes – Teil 2 (Harry Potter and the Deathly Hallows: Part 2)
- 2011: Rock in the Park (You Instead)
- 2011–2016: Game of Thrones (Fernsehserie, 16 Episoden)
- 2012: Bel Ami
- 2013: Ambassadors (Fernsehserie, 3 Episoden)
- 2014: 10.000 km
- 2014: Black Mirror (Fernsehserie, Episode 2x04)
- 2014–2015: The Refugees (Fernsehserie, 7 Episoden)
- 2015: SuperBob
- 2015: One Two (Fernsehserie, Episode 1x03)
- 2015: Residue (Miniserie, 3 Episoden)
- 2016: FishWitch (Kurzfilm)
- 2017: Amar
- 2017–2018: Wisdom of the Crowd (Fernsehserie, 13 Episoden)
- 2018: Origin (Fernsehserie, 10 Episoden)
- 2019: The Mandalorian (Fernsehserie, Episode 1x06)
- 2019: Anker der Liebe (Anchor and Hope)
- 2019: Ich liebe dich, Spinner! (Te quiero, imbécil)
- 2020: Baby
- 2020: Sangre
- 2021: Wolfe (Fernsehserie, 6 Episoden)
- 2022: Up on the Roof
- 2022: Vardy v Rooney – A Courtroom Drama (Fernsehzweiteiler)
- 2023: Borderline
- 2023: John Wick: Kapitel 4 (John Wick: Chapter 4)
- 2024: Der Schacht 2 (El Hoyo 2)

## Theaterrollen
- 2004: Gone to Earth als Hazel Woodus
- 2004: Brontë als Cathy/Bertha Mason
- 2005: Sitting Pretty als Zelda
- 2006: Nights at the Circus als Fewers
- 2008: The Clean House als Matilde
- 2009: Othello als Desdemona
- 2019: Europe als Katia